# Tandes Lor
Tandes Lor is een bestuurslaag in het regentschap Soerabaja van de provincie Oost-Java, Indonesië. Tandes Lor telt 4276 inwoners (volkstelling 2010).